# Pardners
Pardners (Juntos ante el peligro en España; Déjame solo en Hispanoamérica), es una comedia de 1956, protagonizada por Jerry Lewis y Dean Martin.

## Argumento
Dos amigos deciden ir al oeste y convertirse en vaqueros, en el rancho que uno de ellos ha heredado de su madre.

## Otros créditos
- Color: Technicolor.
- Sonido: Western Electric Recording.
- Sonido: Gene Garvin y Gene Merritt.
- Asistente de dirección: Michael D. Moore.
- Montaje: Archie Marshek.
- Dirección artística: Roland Anderson y Hal Pereira.
- Decorados: Sam Comer y Ray Moyer.
- Diseño de vestuario: Edith Head.
- Maquillaje: Wally Westmore.
- Coreografía: Nick Castle.